# Reptilisocia
Reptilisocia là một chi bướm đêm thuộc phân họ Tortricinae của họ Tortricidae.

## Các loài
- Reptilisocia paraxena Diakonoff, 1983
- Reptilisocia paryphaea (Meyrick, 1907)